# Byatagaranahalli, Jagalur
Byatagaranahalli là một làng thuộc tehsil Jagalur, huyện Davanagere, bang Karnataka, Ấn Độ.